# Shiguang Lu
Shiguang Lu (chiń. 市光路站) – stacja początkowa metra w Szanghaju, na linii 8. Zlokalizowana jest przed stacją Nenjiang Lu. Została otwarta 29 grudnia 2007.